# Marianne Mogler
Marianne Mogler (* 7. Januar 1933; † 8. November 2000) war eine deutsche Skatspielerin.
Die aus dem Heilbronner Stadtteil Böckingen stammende Mogler war Mitglied im Skatclub Null-Hand Heilbronn. Im Jahr 1969 gewann sie in einer gemischten Damenmannschaft der Verbandsgruppe die Deutsche Damen-Mannschaftsmeisterschaft. Im selben Jahr erzielte sie bei den württembergischen Einzelmeisterschaften und bei den Stuttgarter Stadtmeisterschaften jeweils den ersten Platz. 1975 wurde sie nochmals baden-württembergische Einzelmeisterin.